# منتخب لوكسمبورغ تحت 18 سنة لهوكي الجليد للرجال
منتخب لوكسمبورغ تحت 18 سنة لهوكي الجليد للرجال هو ممثل الرسمي في المنافسات الدولية في هوكي الجليد تحت 18 سنة.